# Dorsum Cloos
Der Dorsum Cloos ist ein ungefähr 100 km langer Dorsum auf dem Erdmond. Seine mittleren Koordinaten sind 1° N / 91° O. Er wurde 1976 nach dem deutschen Geowissenschaftler Hans Cloos benannt.